# Markapur
Markapur é uma das principais cidades do estado indiano de Andhra Pradesh. A localidade possui uma boa estrutura rodoviária e ferroviária, que permite acessar grande parte da Índia. A principal atividade industrial da cidade é a manufatura e exportação de lousas.O templo de Lord Chennakesava se situa nesta localidade.